# 奧瓦斯科 (內布拉斯加州)
奧瓦斯科（英語：Owasco）是位於美國內布拉斯加州金博爾縣的非建制地區。

## 地理
奧瓦斯科所處的海拔為高於海平面1409米（即4623英呎），而該地所採用的時區為UTC-7，即北美山地時區（MST）。同時該地設有夏令時間，為UTC-7調快一小時，即UTC-6（MDT）。